# Zoysia seslerioides
Zoysia seslerioides är en gräsart som först beskrevs av Benedict Balansa, och fick sitt nu gällande namn av Clayton och F.R.Richardson. Zoysia seslerioides ingår i släktet Zoysia och familjen gräs. Inga underarter finns listade i Catalogue of Life.